# Цой, Самен Викторович
Саме́н Ви́кторович Цой (10 ноября 1921, Сучан, Приморская область, Дальневосточная республика — 25 июля 2020, Алма-Ата, Казахстан) — советский и казахстанский учёный в области горного дела, доктор технических наук (1966), профессор (1968).

## Биография
Родился 10 ноября 1921 года в г. Сучан Приморского края. После депортации корейцев (1937) жил в Казахстане.
Окончил Карагандинский горный техникум (1941) и Казахский горно-металлургический институт (1948), в котором получил квалификацию горного инженера по разработке месторождений полезных ископаемых. Сочетал учёбу в вузе с работой электромонтёром.
Инженер, главный инженер треста топливной промышленности г. Абакан Хакасской АО (1948—1950). Аспирант, младший научный сотрудник, старший научный сотрудник, заведующий лабораторией оптимизации параметров и процессов и сектором кибернетики Института горного дела Академии наук Казахской ССР (1950—1981). Основанный им сектор кибернетики успешно реализовал проект «Управление и регулировании шахтных вентиляционных сетей», а также решил проблему определения естественного и искусственного распределения воздуха по сложным горным выработкам.
С 1981 по 2016 год профессор кафедры «Подземная разработка полезных ископаемых» Казахского политехнического института им К. И. Сатпаева.
Награждён нагрудным знаком «За развитие науки в Республике Казахстан», его имя занесено в «Золотую Книгу Почета КазССР».

## Научные труды
В 1966 г. защитил докторскую диссертацию:
- Исследование шахтных вентиляционных сетей и управление их параметрами : в 2-х т. : диссертация … доктора технических наук : 05.00.00. — Алма-Ата, 1965. — 412 с.

В 1968 г. утверждён в звании профессора.
Опубликовал свыше 400 научных трудов, в том числе 29 книг (монографии, учебники и учебные пособия), получил более 50 авторских свидетельств и патентов на изобретения. Под его научным руководством защищено 58 кандидатских и докторских диссертаций.
Сочинения:
- Управление и теория графов [Текст] / С. Цой, Е. И. Рогов, В. Н. Горбенко. — Алма-Ата : Казахстан, 1965. — 104 с. : черт.; 20 см.
- Электромоделирующие приборы для расчета вентиляционных сетей [Текст] : (техника расчета шахтных вентиляционных сетей методом электронного моделирования) / С. Цой, С. И. Петрович ; Акад. наук КазССР. Ин-т горного дела. — Алма-Ата : Наука, 1965. — 185 с. : черт.; 22 см.
- Прикладная теория графов [Текст] / С. Цой, С. М. Цхай ; Под общ. ред. акад. Ш. Е. Есенова ; АН КазССР. — Алма-Ата : Наука, 1971. — 500 с. : черт.; 22 см.
- Автоматизация проектирования вскрытия шахтных полей [Текст] / С. Цой, Г. П. Данилина, Е. Н. Гуц ; АН КазССР. Ин-т горного дела. — Алма-Ата : Наука, 1973. — 236 с., 2 л. табл. : черт.; 21 см.
- Синтез оптимальных сетей в системе управления горными предприятиями [Текст] / С. Цой, С. М. Цхай, Е. И. Мастяева ; АН КазССР. Ин-т горного дела. — Алма-Ата : Наука, 1974. — 175 с. : черт.; 21 см.
- Дискретные модели горного производства / С. Цой, А. И. Шерман ; АН КазССР, Ин-т горн. дела. — Алма-Ата : Наука, 1981. — 247 с. : ил.; 21 см.
- Основы теории вентиляционных сетей [Текст] / С. Цой, Е. И. Рогов ; Акад. наук КазССР. Ин-т горного дела. — Алма-Ата : Наука, 1965. — 283 с. : черт.; 22 см.
- Синтез оптимальных сетей горных выработок [Текст] / С. Цой, Г. П. Данилина ; АН Каз. ССР. Ин-т горного дела. — Алма-Ата : Наука, 1969. — 212 с. : черт.; 22 см.
- Принцип минимума и оптимальная политика управления вентиляционными и гидравлическими сетями [Текст] / С. Цой, Г. К. Рязанцев ; АН Каз. ССР. Ин-т горного дела. — Алма-Ата : Наука, 1968. — 258 с. : черт.; 22 см.
- Математические основы автоматизированной системы проектирования шахт [Текст]. — Алма-Ата : Наука, 1979. — 310 с., 1 л. табл. : ил.; 20 см.
- Автоматическое управление вентиляционными системами шахт [Текст] / С. Цой ; АН КазССР, Ин-т горного дела. — Алма-Ата : Наука, 1975. — 335 с. : ил.; 22 см.
- Электронно-вычислительная техника в вентиляционной службе шахт [Текст] / С. Цой, С. М. Цхай ; Акад. наук КазССР. — Алма-Ата : Наука, 1966. — 233 с. : черт.; 22 см.